# Sal (ostrov)
Sal (portugalsky sůl, podle solných dolů a salin u Pedra de Lume) je jeden z ostrovů v Kapverdských ostrovech. Patří do severní skupiny ostrovů, které se nazývají návětrné (barlavento).
Ostrov je 29,7 kilometrů dlouhý a 11,8 kilometrů široký, poměrně plochý, většinou s bílými plážemi. Nejvyšším bodem ostrova je vrchol s názvem Monte Grande s výškou 408 metrů. Ostrov má v průměru 350 slunečných dnů v roce s převládajícími větry od severovýchodu. Jen málo dnů je oblačných a málokdy přinesou déšť. Deště bývají od července do poloviny října, ale stále nízké. Ostrov byl objeven 3. prosince 1460 a jméno dostal podle solných dolů, které zde byly nalezeny. Geologicky patří k nejstarším z Kapverdských ostrovů, vznikl před 50 milióny lety během erupce sopky, která je nyní neaktivní.
Na ostrově je mezinárodní letiště Amílcar Cabral(IATA: SID, ICAO: GVAC), pojmenované po Amílcaru Cabralovi, politikovi a bojovníkovi proti kolonialismu. Ostrovy Boa Vista a Sal zajišťují 70 % všech mezinárodních příletů a v roce 2023 přivítaly více než 80 % návštěvníků. Cestovatelé z Nizozemska a Belgie nejvíce preferují ostrovy Sal (61,5 %) a Boa Vista (33,4 %) jako hlavní destinaci.

## Turistická místa
- Buracona-magické oko
- Santa Maria[7]
- Molo s rybím trhem v Santa Maria
- Salinas

## Partnerská města
- Cascais, Portugalsko
- Desenzano del Garda, Itálie
- Grottammare, Itálie
- South Normanton, Anglie